# 야네센

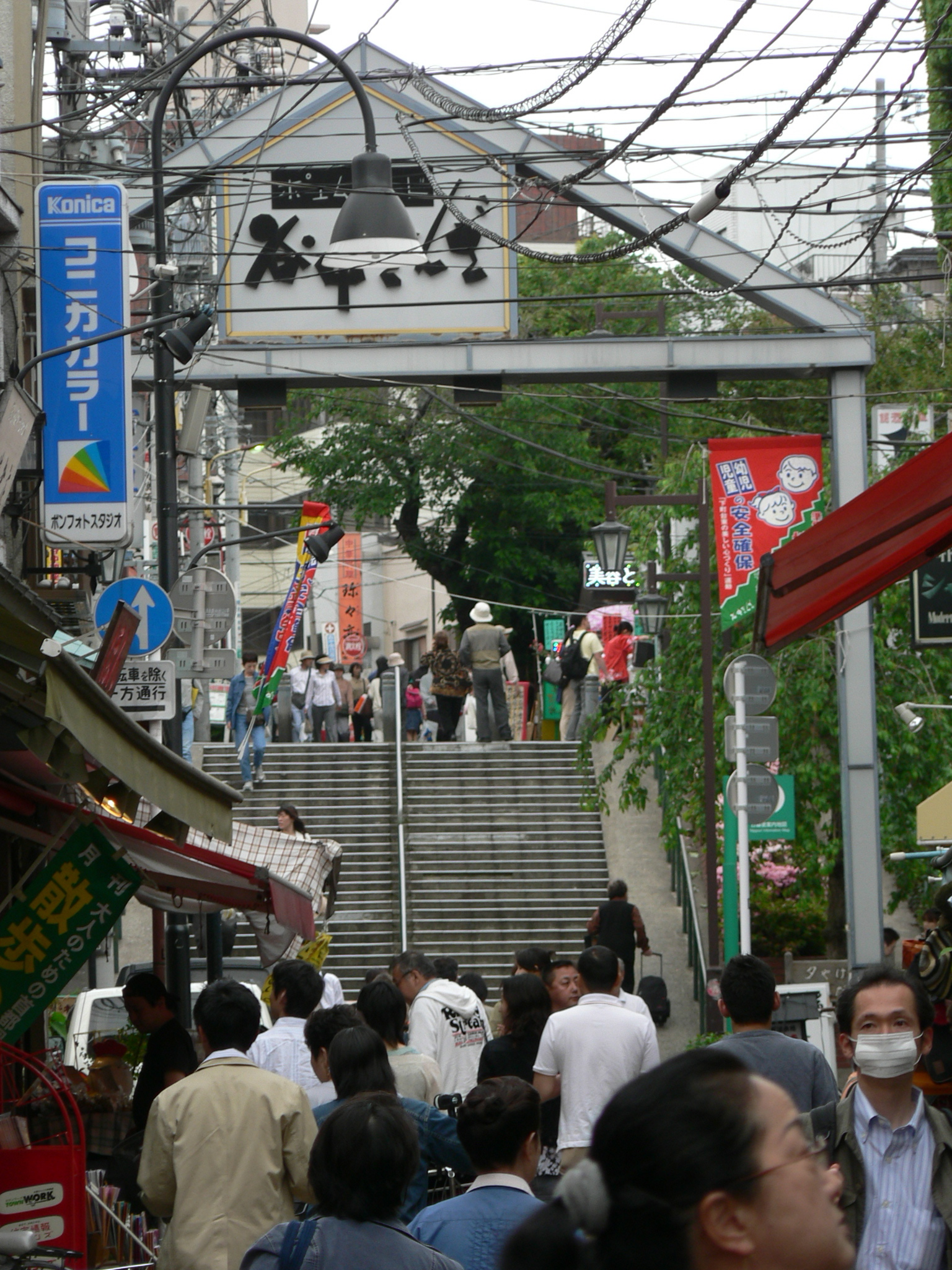
야나카 긴자 상점가

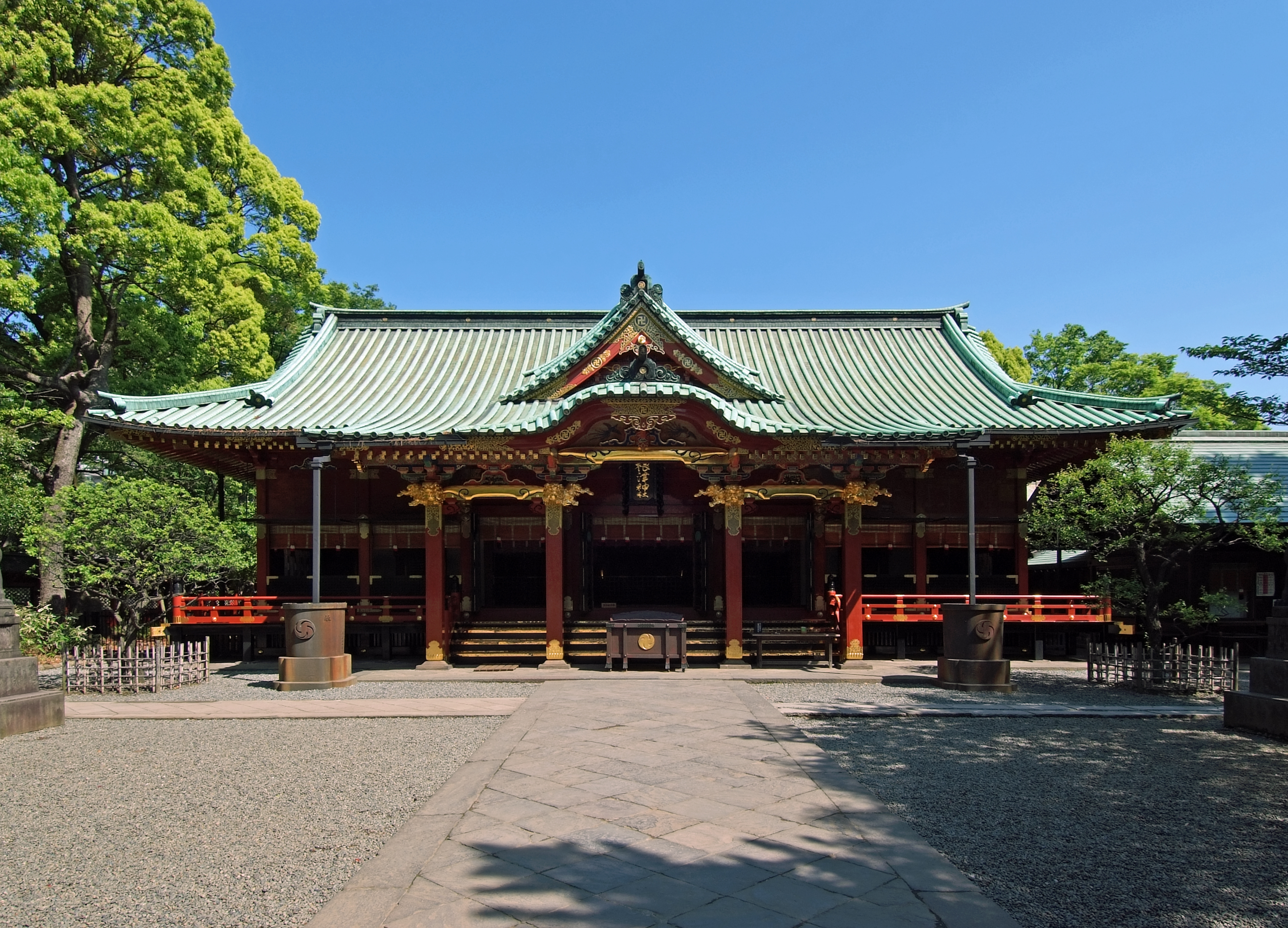
네즈 신사

야네센(일본어: 谷根千 やねせん[*])은 일본 도쿄도의 JR 닛포리역의 서쪽 출구에서 조금 걸어간 장소에 있는 야나카(谷中)・네즈(根津)・센다기(千駄木) 구역을 말한다. 역사 있는 수많은 전통적인 건물이나 가게, 신사가 남아 있고, 변두리 같은 정서 넘치는 인기 스폿이다.

## 주요 관광지
- 야나카 긴자 (유야케단단)
- 네즈 신사